# Bemisia multituberculata
Bemisia multituberculata là một loài côn trùng cánh nửa trong họ Aleyrodidae, phân họ Aleyrodinae.
Bemisia multituberculata được Sundararaj & David miêu tả khoa học đầu tiên năm 1990.